# Lâm Quang Nhật
Lâm Quang Nhật (sinh ngày 29 tháng 8 năm 1997 tại Thành phố Hồ Chí Minh) là vận động viên Ba môn phối hợp (Triathlon) chuyên nghiệp. Hiện tại, Lâm Quang Nhật là đương kim vô địch Triathlon quốc gia với HCV tại giải Vô Địch Quốc Gia Triathlon 2023 và HCV Triathlon tại Đại hội Thể Dục Thể Thao toàn quốc 2022. Lâm Quang Nhật cũng đang giữ kỉ lục quốc gia Triathlon được thiết lập tại giải Vô Địch Quốc Gia Triathlon 2023, kỉ lục quốc gia được công nhận bởi Tổng Cục Thể Dục Thể Thao Việt Nam.
Ngoài ra, Lâm Quang Nhật cũng có hàng loạt ngôi vô địch tại Trifactor Vietnam 2021, 2022 và Sunset Bay Triathlon 2019, 2020.
Anh từng cựu vận động viên bơi lội của Đội tuyển bơi Quốc gia Việt Nam. Anh từng giành Huy chương vàng nội dung bơi 1500m tự do tại SEA Games 27, được tổ chức tại Myanmar vào năm 2013..Ngoài ra ở Sea Games 28 anh còn phá sâu kỉ lục Sea Games ở nội dung bơi 1500m tự do nam với thời gian 15 phút 31 giây 6,phá kỉ lục cũ tới gần 6 giây. Nội dung sở trường của anh là 1500m tự do.

## Năm 2013 - 2017
Lâm Quang Nhật không thuộc thế hệ vàng của bơi lội Việt Nam, nhưng lại được ví như "cơn địa chấn" khi dành HCV bơi tự do 1500m SEA Games 27 ngay trong lần đầu tiên tham gia đấu trường Đông Nam Á. Nhiều năm liền, Lâm Quang Nhật khẳng định vị thế hàng đầu khu vực ở bơi tự do 1500m.
Năm 2017, bên cạnh HCB tại SEA Games 2017 ở cự ly bơi tự do 1500m, Lâm Quang Nhật gây ấn tượng bởi cú đúp ăn ba tại đấu trường Châu Á. Cụ thể, tại Giải bơi các nhóm tuổi châu Á, anh đã phá kỉ lục bơi tự do 1500m, đồng thời mang về HCV cho Việt Nam. Đồng thời, Nhật cũng đạt HCV bơi tự do 800m và bơi hỗn hợp 400m. Đây có thể nói là năm thi đấu thành công nhất trong sự nghiệp bơi lội của anh.
Sau những thành tựu lớn của 2017, vì nhiều lí do, Lâm Quang Nhật giã từ đường đua xanh, chính thức nghỉ thi đấu bơi lội chuyên nghiệp.

## Năm 2019
Lâm Quang Nhật chuyển hướng tham gia các giải đấu Ba môn phối hợp và bất ngờ lên ngôi vô địch ngay tại giải đầu tiên - Sunset Bay Triathlon 2019. Đồng thời, anh cũng tham gia thi đấu Tiếp Sức tại SEA Games 30 ở hạng mục Ba môn phối hợp.
Khác với bơi lội, Ba môn phối hợp tại Việt Nam là một môn thể thao xã hội hóa, tự tìm nguồn kinh phí và tự tập luyện. Đây cũng được xem là một trong những môn thể thao khắc nghiệt nhất Việt Nam với thời gian thi đấu lên đến 2 tiếng liên tục.

## Năm 2020
Lâm Quang Nhật giữ vững danh hiệu vô địch của mình tại Sunset Bay Triathlon 2020, phá sâu kỷ lục cũ đến 12 phút với PR mới 2 tiếng 10 phút 44 giây.

## Năm 2021
Lâm Quang Nhật khẳng định vị trí số 1 quốc gia với ngôi vô địch tại Trifactor Vietnam 2021 tổ chức tại Vũng Tàu, chính thức trở thành nhà vô địch tại tất cả các giải đấu có hạng mục Olympic (bơi 1.5 km, đạp 40 km, chạy 10 km) có mặt tại Việt Nam.

## Năm 2022
Sau chiến thắng cách biệt gần 4 phút với đối thủ về nhì, Lâm Quang Nhật bảo vệ thành công chức vô địch tại giải Trifactor Vietnam 2022. Anh cũng thể hiện sự tiến bộ vượt bậc với thành tích đạp xe chỉ 1 tiếng 22s, giảm hơn 18 phút so với năm 2021, dù thi đấu với xe đạp Road thay vì xe đạp Tri khí động học chuyên dụng.
Tại SEA Games 30, Lâm Quang Nhật lần đầu tiên đại diện Việt Nam thi đấu môn Ba môn phối hợp cá nhân nam. Tuy chỉ đạt vị trí thứ 6 so với các đối thủ Philipines, Sinagpore, Indonesia đều rất mạnh và có hàng chục năm đầu tư vào môn thể thao này, Nhật vẫn đạt kỷ lục cá nhân mới (PR) với thành tích 2 tiếng 5 phút 31 giây.